# Centhron
Centhron est un groupe allemand d'aggrotech.

## Histoire

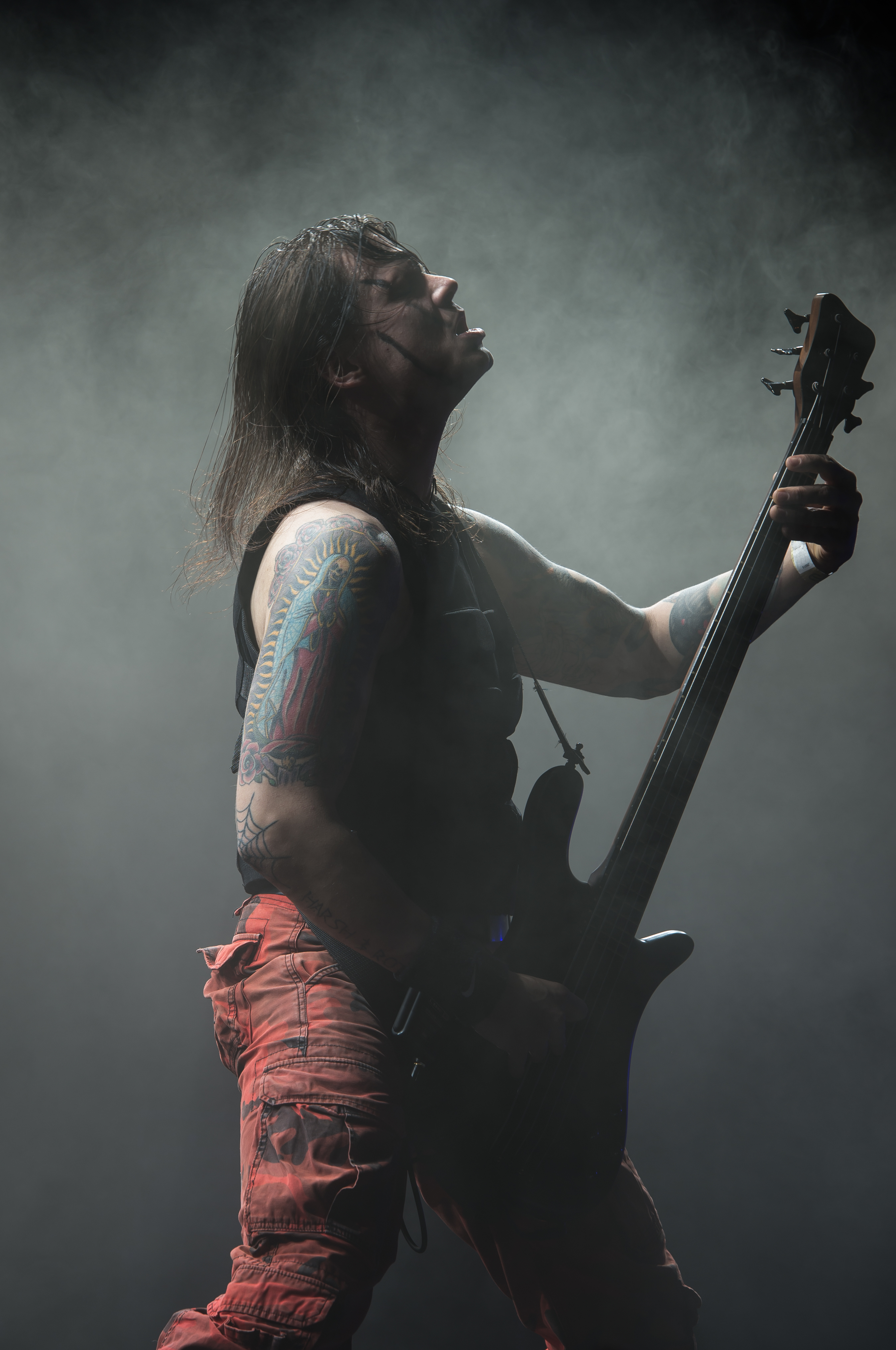
Markus Vogler (basse) à E-tropolis 2014.

Le groupe Centhron est formé en 2001 par Elmar Schmidt (chant, synthétiseur et programmation) et Jörg Herrmann (programmation). En 2002, ils publient le CD démo Melek Taus en auto-édition et donnent leurs premiers concerts avec Suicide Commando. En 2003, le premier CD Lichtsucher sort chez Starfish Music. Le groupe se produit en Allemagne, en Autriche, aux Pays-Bas, en Belgique et en Italie et joue avec des groupes comme Suicide Commando, SITD, KiEw, Xotox, Agonoize, Reaper, Psyclon Nine, Grendel, Soman et bien d'autres. Le groupe live s'enrichit de Melly Thies (chant), Stefan Thies (basse) et Anette Schmidt (synthétiseur live). En 2006, le deuxième album Gottwerk sort sur le label Final Dusk Records.
En 2009, le groupe sort l'album Roter Stern chez Scanner, un sous-label de Dark Dimensions. L'usine de pressage refuse d'abord de presser le CD, justifiant son refus par des contenus douteux.
En 2011, Dominator sort, également chez Scanner. Lors de la tournée qui suit, le groupe est complété par le bassiste Markus Vogler. Centhron fait une tournée en Europe et en Russie avec Combichrist. En 2012, Anette Schmidt quitte le groupe et est remplacée par Sven Hegewald au synthétiseur et Louisa Hartwig au chant. Anette revient dans Centhron en 2014, mais en 2016, son poste est repris par Sandra, l'épouse d'Elmar Schmidt. 
En 2013 sort l'album Asgard, dont les paroles des chansons mettent l'accent sur la mythologie nordique. L'album Biest, sorti le 28 novembre 2014, et Allvater (sorti le 24 mars 2017) se rattachent également à cet ensemble de thèmes
Le 23 novembre 2018, les albums Lichtsucher et Gottwerk sont réédités dans une version remasterisée et tous deux sont accompagnés de trois chansons inédites issues de leurs périodes de création respectives.
En 2019, l'album Dystopia est publié ; en 2022, son successeur Fylgia est publié. 

## Discographie

### Albums studio
- 2002 : Melek Taus (CD déemo)
- 2003 : Lichtsucher (Starfish Music)
- 2006 : Gottwerk (Final Dusk Records)
- 2009 : Roter Stern (Scanner, Dark Dimensions)
- 2011 : Dominator (Scanner, Dark Dimensions)
- 2013 : Asgard (Scanner, Dark Dimensions)
- 2014 : Biest (Scanner, Dark Dimensions)
- 2017 : Allvater (Scanner, Dark Dimensions)
- 2018 : Lichtsucher V2 (Scanner, Dark Dimensions)
- 2018 : Gottwerk V2 (Scanner, Dark Dimensions)
- 2019 : Dystopia (Scanner, Dark Dimensions)
- 2022 : Fylgja (Scanner, Dark Dimensions)
- 2023 : Einheit c (Scanner, Dark Dimensions)